# CRH380A
A CRH380A egy kínai, 8-16 részes nagysebességű villamosmotorvonat-sorozat. A Peking–Sanghaj nagysebességű vasútvonalon közlekedik menetrend szerint 380 km/órás sebességgel, így a világ leggyorsabb hagyományos síneken közlekedő járatait bonyolítja. Végsebessége meghaladja a 486 km/órát.

## Technikai jellemzők
A motorvonat alumíniumból készült, tengelyterhelése kevesebb mint 17 tonna. Az áramszedőket mindkét oldalról légterelő lemezekkel takarták el. Minden motorvonat kettő vonófejből és a köztük lévő betétkocsikból áll. Az ülések 2+2 és 2+3 elrendezésűek. A CRH380B 400 km/h-s sebességre tervezték és 350 km/h-ban határozták meg a működését maximális 18,4 MW terhelés mellett. Javítottak a légellenállásán a forgóvázak precízebb burkolásával. Az új vonat megújult belsővel és négy osztállyal rendelkezik: városnéző, előkelő, másod- és első osztály, plusz egy étkezőkocsival, vonatonként 1026 utas befogadóképességgel.

## Rekordkísérletek
2010 szeptember 28-án a motorvonat új kínai vasúti sebességrekordot és új világrekordot állított fel a próbaútja alatt: 416,6 kilométer per órás sebességet ért el, többet, mint bármelyik más, nem módosított szerelvény korábban. A jelenlegi sebesség-világrekorder motorvonat a TGV POS az 574,8 km/h-s sebességével, de ezt egy módosított, 5 részesre lerövidített motorvonattal érték el Franciaországban az LGV Est vonalon 2007 április 3-án. A rekord Sanghaj és Hangcsou között került sor  az új Sanghaj–Hangcsou nagysebességű vasútvonalon, a két város közti 202 kilométeres távolságot a nagysebességű vonat várhatóan 40 percre csökkenti majd a jelenlegi közel másfél óráról. A menetrend tartásához a CRH380A-nak 350 km/h-s átlagsebességgel kell haladnia.
2010 december 3-án újabb rekordkísérletre került sor a Peking–Sanghaj nagysebességű vasútvonalon, az új rekord  486,1 km/h.

## Képek

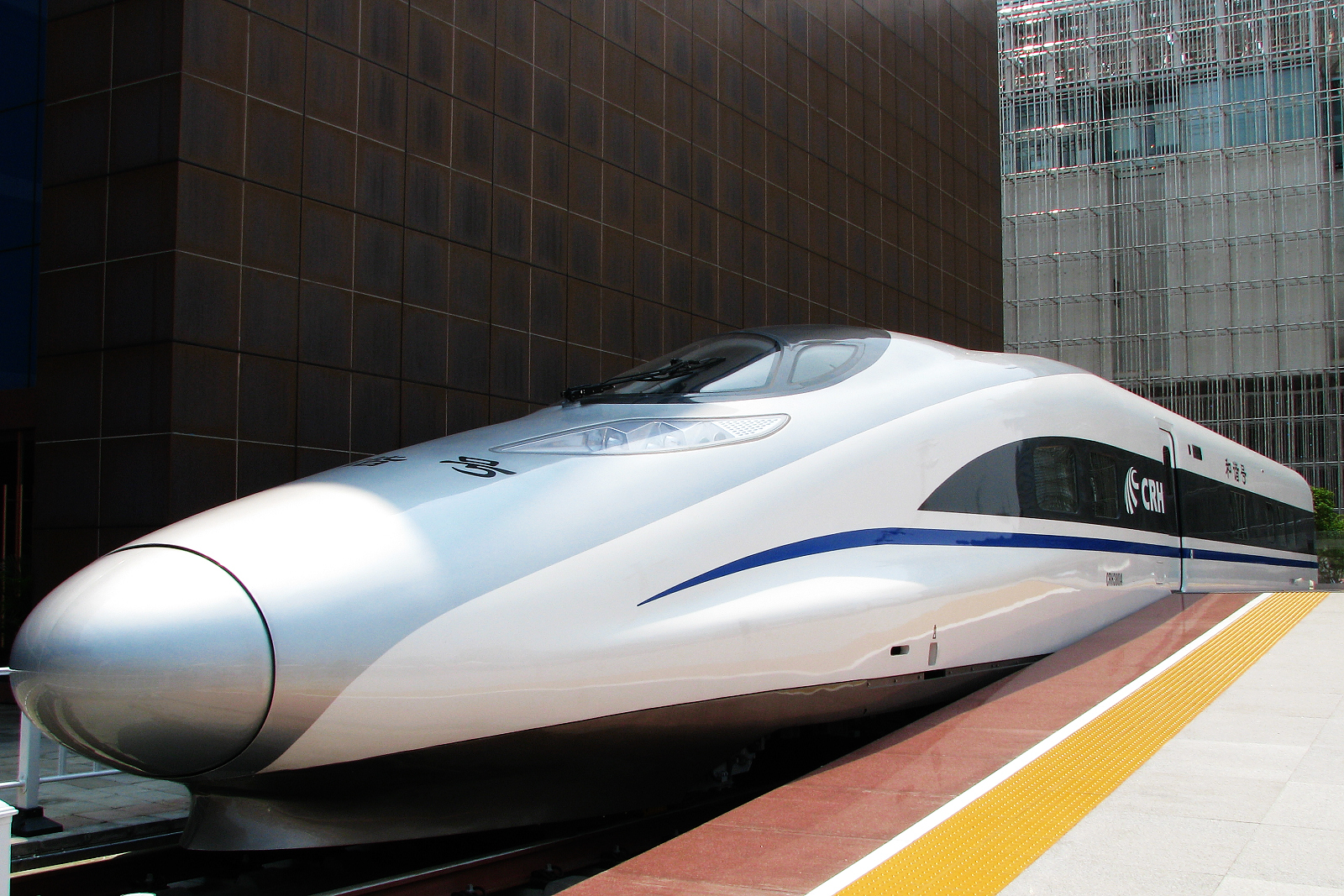
A motorvonat a 2010-es sanghaji világkiállításon
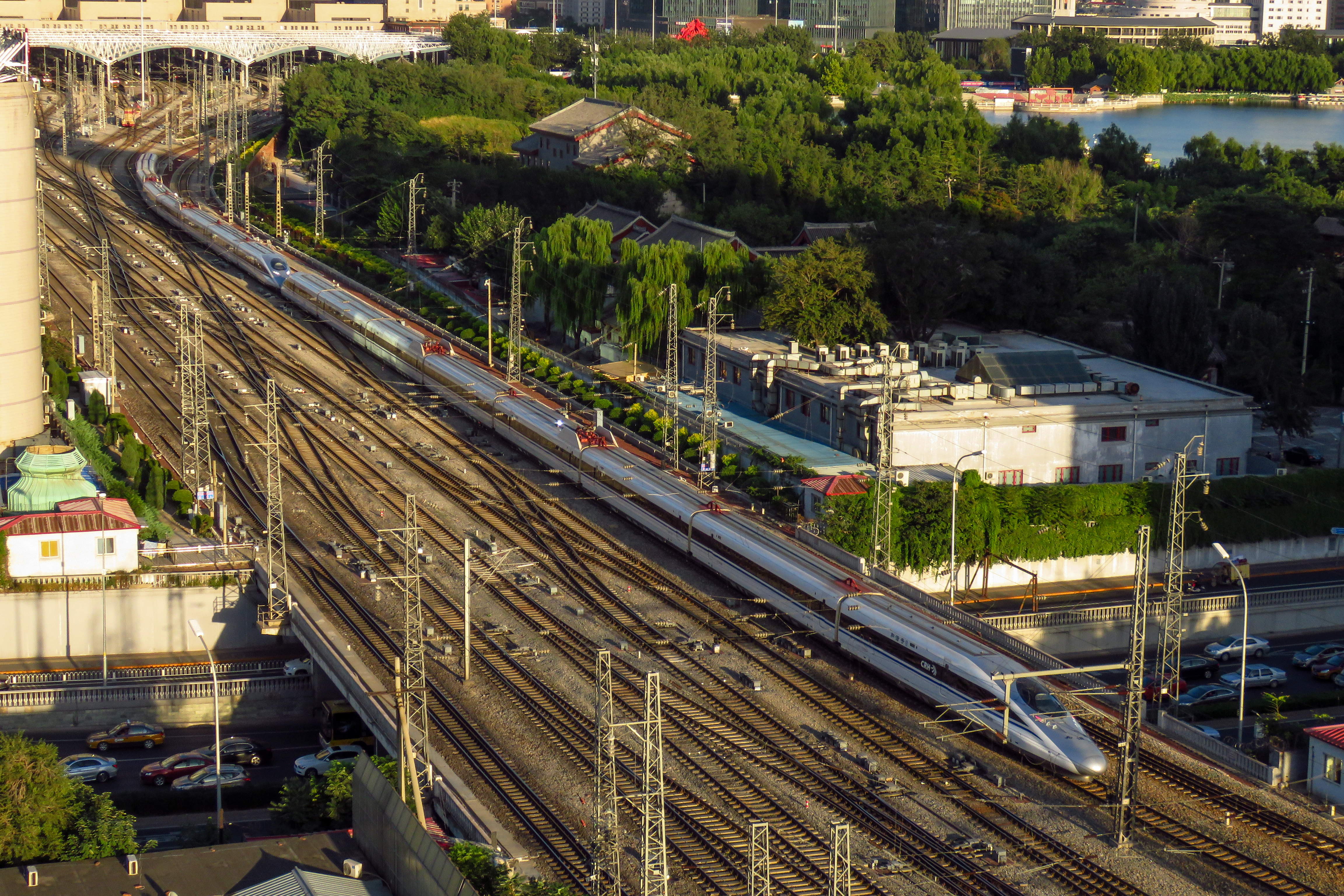
Csatoltan haladó motorvonatok
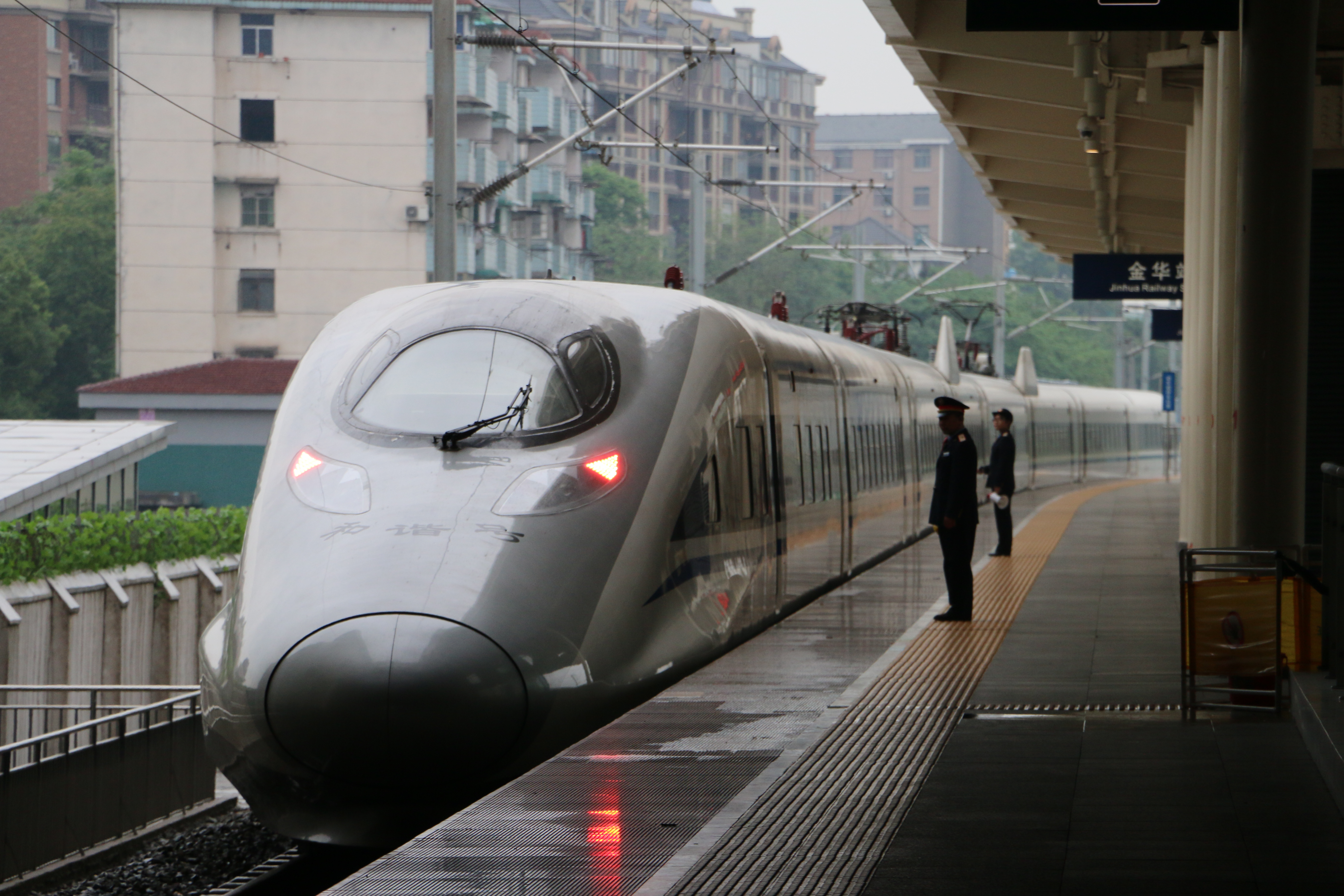
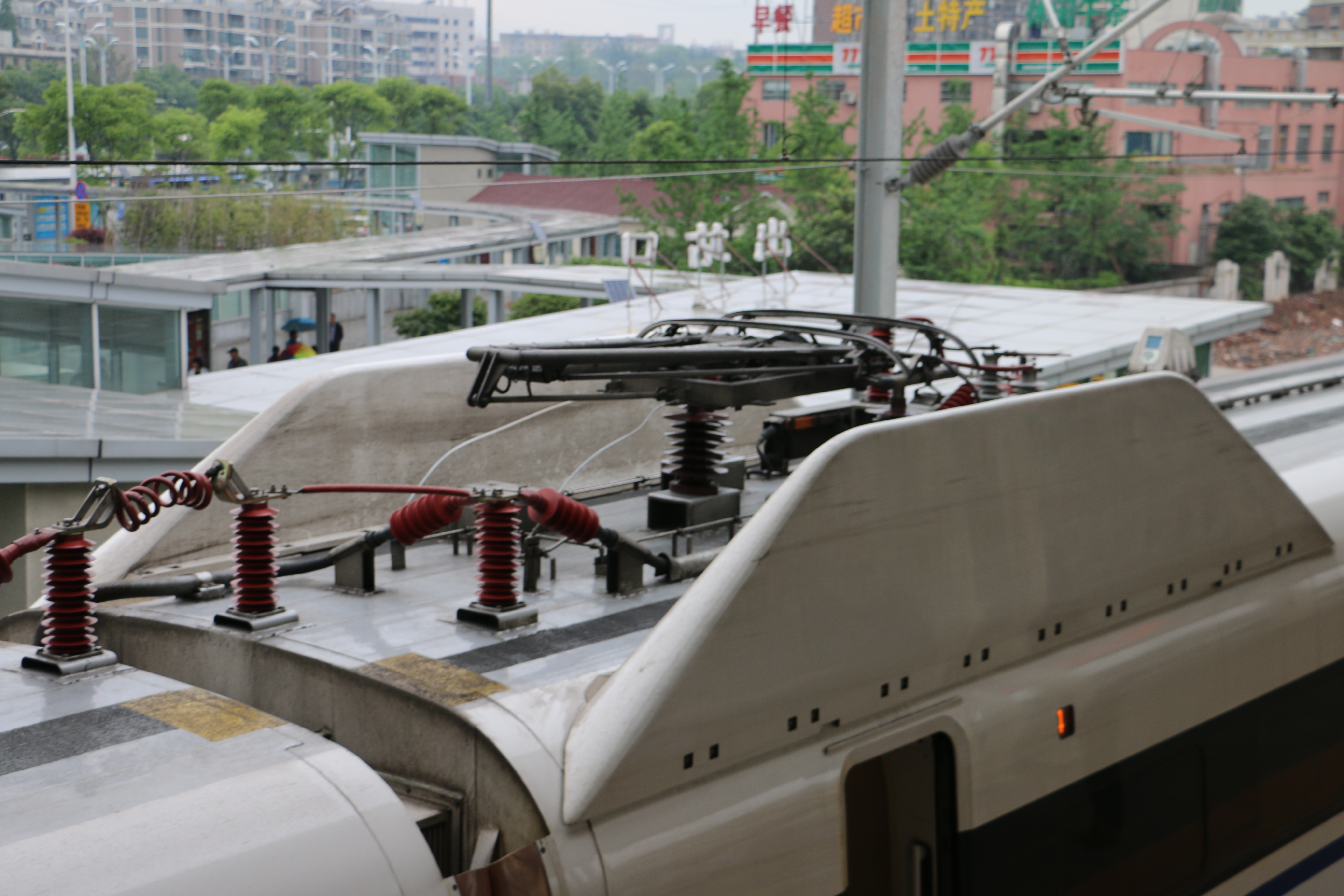
Az áramszedők
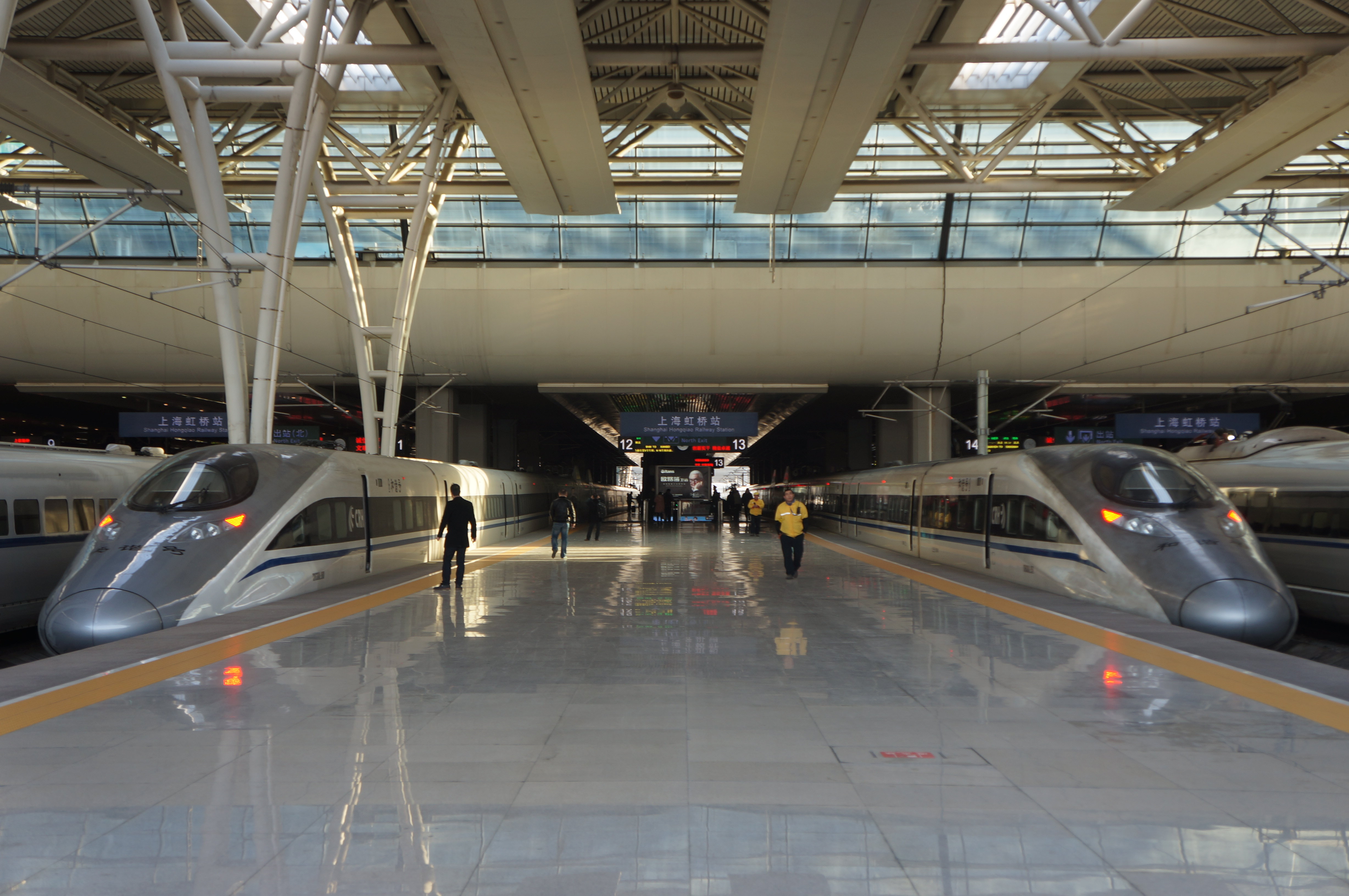
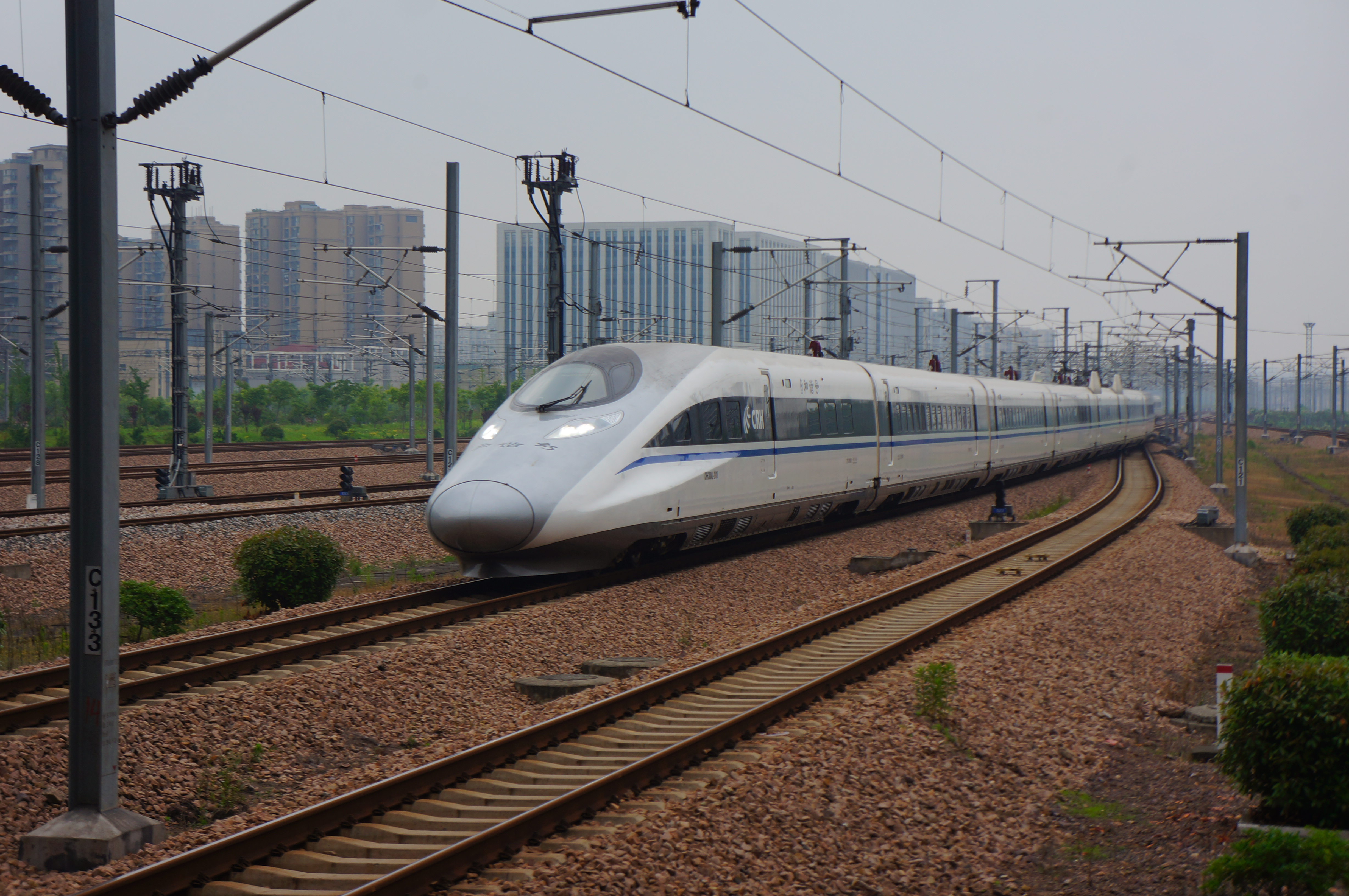
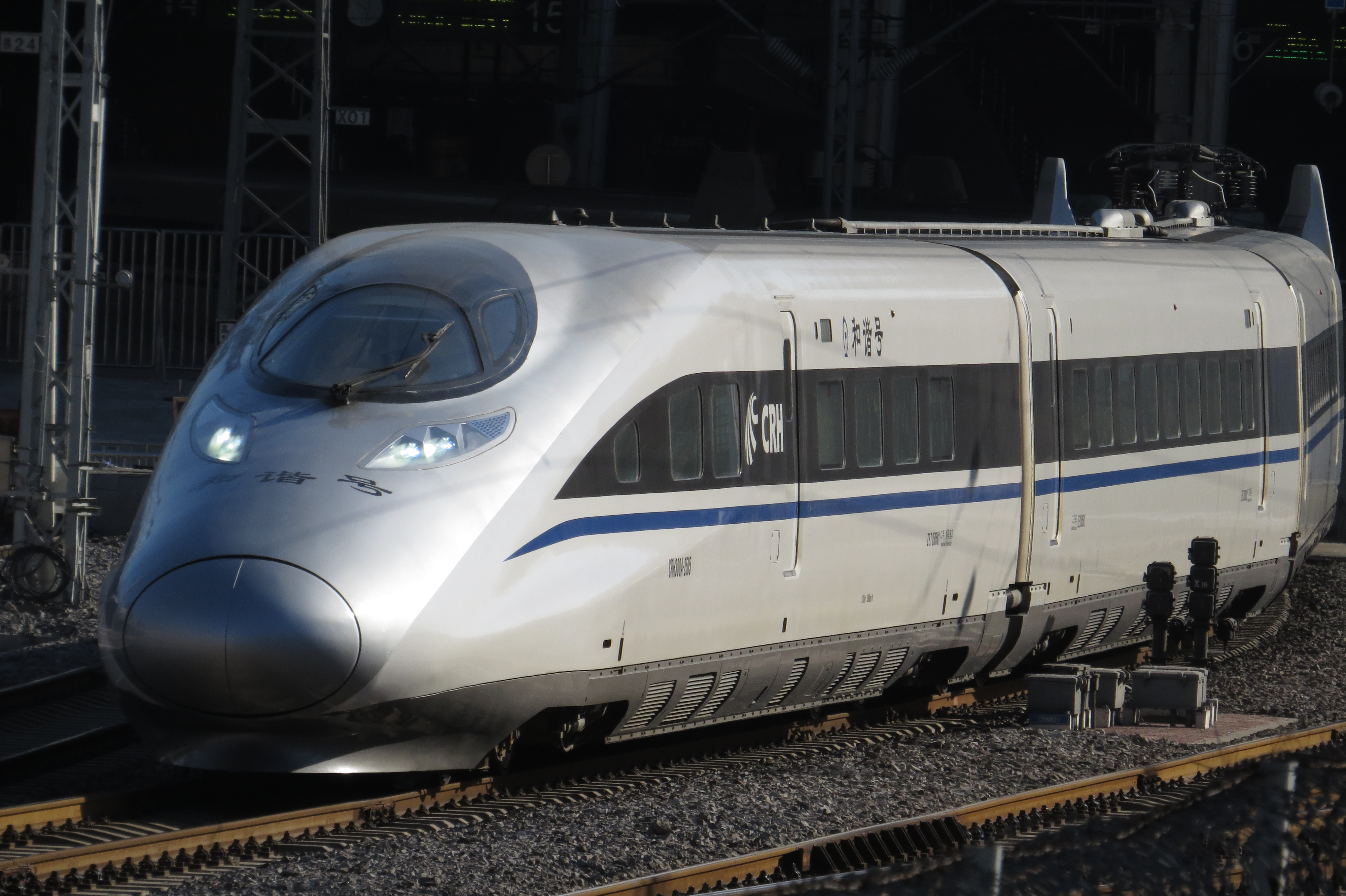